# Soledad Cabezón Ruiz
Soledad Cabezón Ruiz (ur. 1 września 1973 w miejscowości Albaida del Aljarafe) – hiszpańska polityk, lekarka i działaczka samorządowa, członkini władz krajowych PSOE, posłanka krajowa, deputowana do Parlamentu Europejskiego VIII kadencji.

## Życiorys
Ukończyła studia z zakresu medycyny i chirurgii, specjalizując się następnie w kardiologii. Uzyskała magisterium z prawa ochrony zdrowia oraz transplantologii, odbyła również studia podyplomowe z zarządzania instytucjami społecznymi. Praktykowała w szpitalu uniwersyteckim. Zaangażowała się również w działalność polityczną w ramach Hiszpańskiej Socjalistycznej Partii Robotniczej. W 2003 objęła urząd alkadesy rodzinnej miejscowości, który sprawowała do 2011. W latach 2008–2012 była sekretarzem generalnym PSOE ds. polityki równości. W 2008 uzyskała mandat posłanki do Kongresu Deputowanych, niższej izby Kortezów Generalnych IX kadencji. W 2011 z powodzeniem ubiegała się o reelekcję na X kadencję.
W 2014 z ramienia socjalistów została wybrana na eurodeputowaną VIII kadencji.